# Gabler Dénes
Gabler Dénes (Budapest, 1939. december 29. –) magyar régész. Az Acta Archaeologica főszerkesztője. A Magyar Tudományos Akadémia Régészeti Bizottságának tagja. A történelem-tudományok kandidátusa (1986). A Magyar Tudományos Akadémia doktora (2005).

## Életpályája
Szülei: Gabler Dénes és Varga Irén voltak. 1954–1958 között a budapesti Petőfi Sándor Gimnázium tanulója volt. 1958–1963 között tanult az Eötvös Loránd Tudományegyetem Bölcsészettudományi Kar régészet-latin szakán. 1963–1968 között a győri Xántus János Múzeumban volt régész. 1968-tól a Magyar Tudományos Akadémia Régészeti Intézetének tudományos munkatársa, 1986-tól főmunkatársa. 1984 óta a Német Régészeti Intézet tagja. 1991 óta az Osztrák Régészeti Intézet tagja. 1992–2011 között az ELTE Bölcsészettudományi Kar Régészeti Intézetében oktatott. 2005-ben a Magyar Tudományos Akadémia doktora lett.

### Munkássága
Kutatási területe Pannónia és a dunai provinciák kereskedelmi kapcsolatai, a terra sigillaták alapján. Ásatásokat végez a felső-pannoniai limesen a szakályi kelta telepen, több nyugat-pannoniai villában és a közép-itáliai San Potitoban. 1964–1970 között és 1974–1975 között római temetőt tárt fel Mosonszentmiklós-Jánosházapuszta közelében. 1966–1970 között, valamint 1969–1974 között ásatásokat végzett a Lébény-Barátföldpuszta közelében található erődben.

## Művei
- Studies in the Iron Age of Hungary (társszerző, 1982)
- Terra sigillata im Barbaricum zwischen Pannonien und Dazien (Vaday Andreával, 1986)
- The Roman Fort at Ács-Vaspuszta (Hungary) on the Danubian Limes (társszerző, 1989)
- Die Skulpturen des Stadtgebiet von Scharbantia und der Limesstrecke Ad Flexum – Arrabona (társszerző, 1994)
- Terra sigillata, a rómaiaik luxuskerámiája (Enciklopédia Kiadó, Bp., 2006)

## Díjai
- Marót Károly-díj (1968)
- Kuzsinszky Bálint-emlékérem (1981)
- Ehrenkreuz für Wissenschaft und Kunst (1999)
- Rómer Flóris-emlékérem (2000)
- Ránki György-díj (2002)
- Italia nostra (2004)
- Schönvisner István-díj (2010)
- A Magyar Érdemrend tisztikeresztje (2015)

## Fordítás
- Ez a szócikk részben vagy egészben  a   Dénes Gabler című német Wikipédia-szócikk ezen változatának fordításán alapul.  Az eredeti cikk szerkesztőit annak laptörténete sorolja fel. Ez a jelzés csupán a megfogalmazás eredetét és a szerzői jogokat jelzi, nem szolgál a cikkben szereplő információk forrásmegjelöléseként.